# Super Mario All-Stars
Super Mario All-Stars és una recopilació de jocs de plataforma publicada l'any 1993 per a Super Nintendo Entertainment System (SNES). Conté versions actualitzades dels quatre jocs de Super Mario apareguts anteriorment a la Nintendo Entertainment System (NES) i el Family Computer Disk System: Super Mario Bros. (1985), Super Mario Bros.: The Lost Levels (1986), Super Mario Bros. 2 (1988), i Super Mario Bros. 3 (1988), i dins aquest últim s'inclou un mode extra per a dos jugadors de Mario Bros. (1983).
Com en els jocs originals, el jugador controla el lampista italià Mario i el seu germà Luigi a través de mons temàtics, mentre eviten obstacles, lluiten contra enemics i troben àrees secretes. Es van adaptar els jocs per a la SNES amb gràfics i música actualitzats, i amb canvis que aprofiten la potència superior de la consola com són l'addició de desplaçament dels fons, la modificació de la física dels personatges, la correcció d'errades de programació i la possibilitat de desar partida en diferents ranures.
La idea va ser del creador de Super Mario, Shigeru Miyamoto, qui, després de concloure el desenvolupament de Super Mario Kart (1992), va suggerir a Nintendo desenvolupar una recopilació dels Mario per a SNES. També volia oferir als jugadors occidentals la possibilitat de poder provar The Lost Levels, que fins llavors no havia sortit del Japó. El recopilatori va ser publicat a tot el món a finals de 1993 i va rebre una reedició que incloïa Super Mario World (1990) amb el nom de Super Mario All-Stars + Super Mario World l'any següent, en exclusiva per al mercat occidental. El joc original (sense World) ha estat reeditat dues vegades: l'any 2010 per a Wii amb motiu de la celebració dels 25 anys de Super Mario Bros. i el 2020 a la Nintendo Switch per a commemorar el 35è aniversari de la franquícia dins el catàleg de videojocs clàssics ofert pel servei Nintendo Switch Online.
Super Mario All-Stars va vendre 10.55 milions de còpies fins a l'any 2015, incloent 2.12 milions al Japó, fent-lo un dels jocs més venuts de Super Mario.